# Поток (Назарє)
Поток (словен. Potok) — поселення в общині Назарє, Савинський регіон, Словенія. Висота над рівнем моря: 362,1 м.